# Adufe
Adufe, auch pandeiro quadrado, ist eine quadratische Rahmentrommel, die aus der arabisch-andalusischen Musik stammt und hauptsächlich in Marokko, auf der Iberischen Halbinsel und von Portugal ausgehend in Brasilien gespielt wird. In Guatemala gehört die adufe zusammen mit Violine und Gitarre zum Zarabanda-Ensemble. 

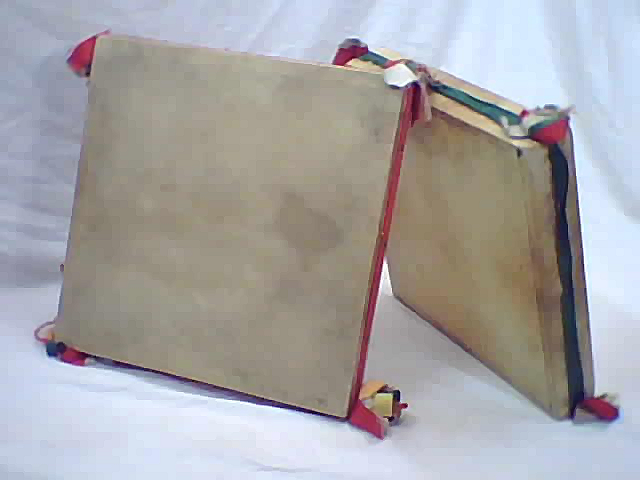
Zwei adufe

## Herkunft und Verbreitung
Bauform und Namen gehen auf die rechteckige arabische Rahmentrommel aus frühislamischer Zeit ad-duff (Pl. dufūf) zurück. Vergleichbar fand das arabische Wort für „Trommel“ aṭ-ṭabl als atabal Eingang in die spanische Sprache. Die Portugiesen brachten die adufe ab der Mitte des 15. Jahrhunderts auf die Insel Gorée vor der Küste Senegals. Dort wurde sie zu der mit einer Ziegenhaut bespannten Rahmentrommel asiko. Den gleichen Namen trägt in Gorée der mit dieser Trommel gespielte 4/4-Rhythmus und der dazugehörige Tanzstil. Adufe und asiko waren auf unterschiedlichen Wegen Vorläufer der in der Karibik und in Westafrika verbreiteten einfelligen quadratischen Rahmentrommel gumbe.

## Bauform und Spielweise
Die adufe ist eine rechteckige Rahmentrommel, die auf zwei Seiten mit einem Fell aus Schaf- oder Ziegenhaut bespannt ist. Der Rahmen besteht aus Holz, dessen Seiten bis zu 45 cm lang sein können. Im Inneren der Trommel befinden sich Samen, kleine Steine oder heutzutage auch Kronkorken, die beim Spielen ein rasselndes Geräusch wie bei einer Rasseltrommel erzeugen. Die Ecken des Instruments sind oftmals mit bunten Bändern verziert.
Beim Spielen wird das Instrument mit der einen Hand an einer Ecke gehalten, während die gegenüberliegende Ecke nach oben zeigt. Die andere Hand schlägt auf das Fell oder schüttelt die Rahmentrommel.
Die adufe wird traditionell von Frauen als Begleitung zum Gesang bei Festen und Wallfahrten gespielt, hauptsächlich in den Provinzen Beira Baixa und Trás-os-Montes in Portugal. Auch diese Verwendung entspricht der arabischen Herkunft. Daneben wird das Instrument auch in modernen Stilrichtungen portugiesischer Musik, beispielsweise von der Gruppe Dazkarieh, eingesetzt.